# 숲속의 바람
《숲속의 바람》은 1992년 5월 2일부터 1992년 10월 11일까지 방영된 KBS 2TV 주말 드라마이며 줄곧 MBC 드라마에만 출연해 온 홍학표 (김준오 역)가 해당 작품을 통해 KBS 나들이를 했고 이 작품 이후 한동안 KBS 드라마 출연이 없었다가 96년 같은 채널 일일드라마 《며느리 삼국지》로 KBS 드라마 재출연을 했는데 김용건 (장 이사 역)과 함께 이 작품에서 호흡을 맞추기도 했다.

## 기획 의도
대기업의 엘리트 판촉과장과 그의 부인, 판촉과 신입사원이자 전직 술집 출신 모델, CF 에이젼트 등 욕망의 먹이를 찾아 숲 속에 모여든 새들과 같은 사람들의 삶을 보여준 멜로 드라마이다.

## 등장 인물
- 홍학표 : 김준오 역
- 이미연 : 지윤희 역
- 조민수 : 유미선 역
- 임동진 : 지학수 역
- 정영숙 : 윤희 모 역
- 김용건 : 장 이사 역
- 연규진 : 장문호 역
- 정동환 : 박경호 역
- 송승환 : 배동표 역
- 김종결
- 박영귀
- 이한나
- 유가영
- 조재훈
- 박해상
- 박태민
- 원준
- 장광비
- 황덕재
- 유태술
- 임종순
- 김용태
- 홍성숙
- 김은숙
- 윤연경
- 윤용준
- 김성수
- 김종선
- 박영철
- 김문정
- 정윤요
- 박영숙
- 백경
- 오미희 : 오선자 역
- 안병경 : 김수창 역

## 참고 사항
- 당초 나영희가 오선자 역으로 낙점[3]되었으나 역할 문제[4] 때문에 고사하여 오미희가 대타로 들어갔고 이 과정에서 캐스팅 물망에 올랐던[5] 이정길 임성민 등이 하차하기도 했다.
- 방영 초반에는 동시간대 MBC <사랑이 뭐길래>에 밀려 큰 주목을 받지 못했으나[6] 이 작품이 끝나면서 시청률이 상승하여 한때 30% 이상의 시청률을 기록하기도 했다.
- 하지만, 복잡한 갈등구조와 지나치게 많은 등장인물의 수 때문에 극 분위기가 전체적으로 산만하다는 등[7]의 지적이 있었다.